# 玛丽萨·帕万
玛丽萨·帕万（義大利語：Marisa Pavan，1932年6月19日—2023年12月6日），女，意大利演员。曾获得金球奖最佳电影女配角。